# Partie d'écarté
Partie d'écarté er en fransk stumfilm fra 1895 af Louis Lumière.

## Medvirkende
- Antoine Féraud
- Antoine Lumière
- Félicien Trewey
- Alphonse Winckler